# Patinoire de Saint-Pierre
La patinoire de Saint-Pierre est la patinoire de la collectivité d'outre-mer de Saint-Pierre-et-Miquelon. C'est la seule patinoire située en France d'outre-mer.

## Description
La patinoire de Saint-Pierre a été inaugurée le 14 décembre 1984. Elle mesure 60 mètres de long sur 26 mètres de large. Elle se situe sur la commune de Saint-Pierre sur l'île du même nom.
Ouverte d'octobre à avril, on peut y pratiquer le patinage de loisirs (pour les particuliers et les scolaires) ou le patinage sportif de plusieurs disciplines (patinage artistique, curling, hockey sur glace).
Grâce à sa capacité d'accueil de 740 places assises, la patinoire accueille de nombreux spectacles et compétitions : galas et compétitions de patinage artistique, tournois de hockey sur glace, tournois de curling. Elle est aussi le lieu de manifestations commerciales comme les comptoirs de l’Archipel (une foire exposition des commerçants et artisans), les puces des boutiquiers, l'élection de miss Saint-Pierre-et-Miquelon, etc.

## Clubs résidents
- Club de Patinage sur Glace est le club de patinage artistique
- Saint-Pierre Curling club est le club de curling
- Hockey Sporting Club est le club de hockey sur glace